# كارول (نيوهامشير)
كارول (بالإنجليزية: Carroll, New Hampshire)‏ هي مدينة تقع في الولايات المتحدة في مقاطعة كوس (نيوهامشير). يقدر عدد سكانها بـ 763 نسمة ومساحتها 130.0 كم2 وترتفع عن سطح البحر 438 متر.

## معرض صور

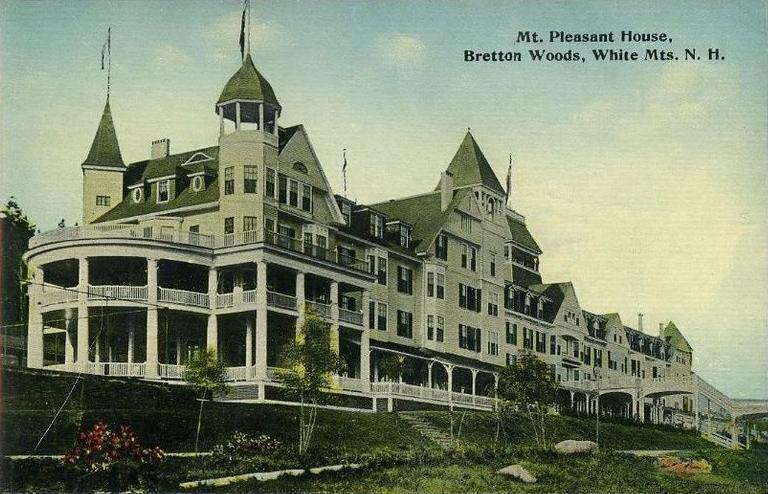
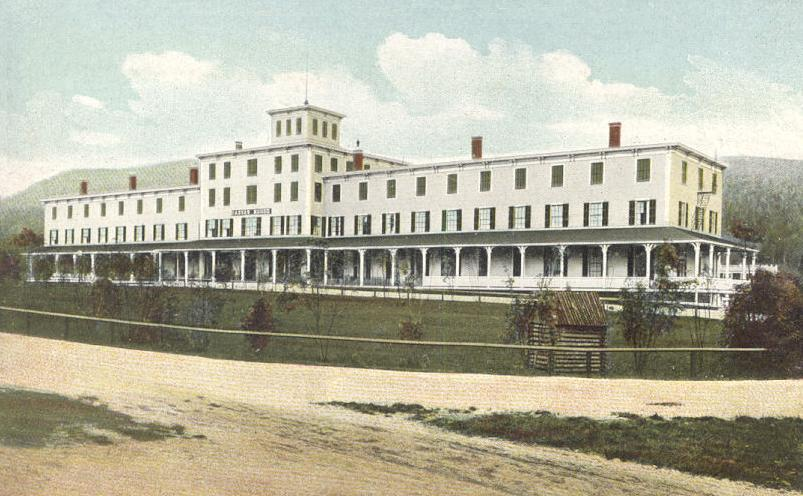
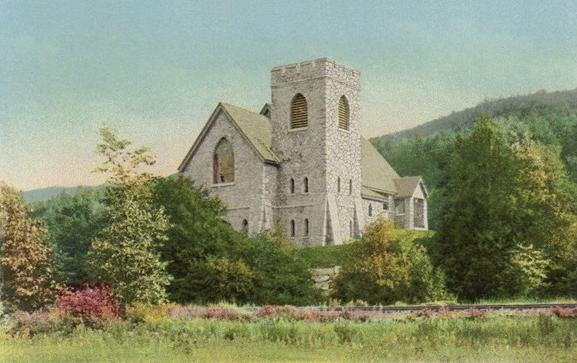